# Harrimanella hypnoides
Harrimanella es un género monotípico de plantas fanerógamas perteneciente a la familia Ericaceae. Su única especie: Harrimanella hypnoides, es originaria de Eurasia, Norteamérica e Islandia.

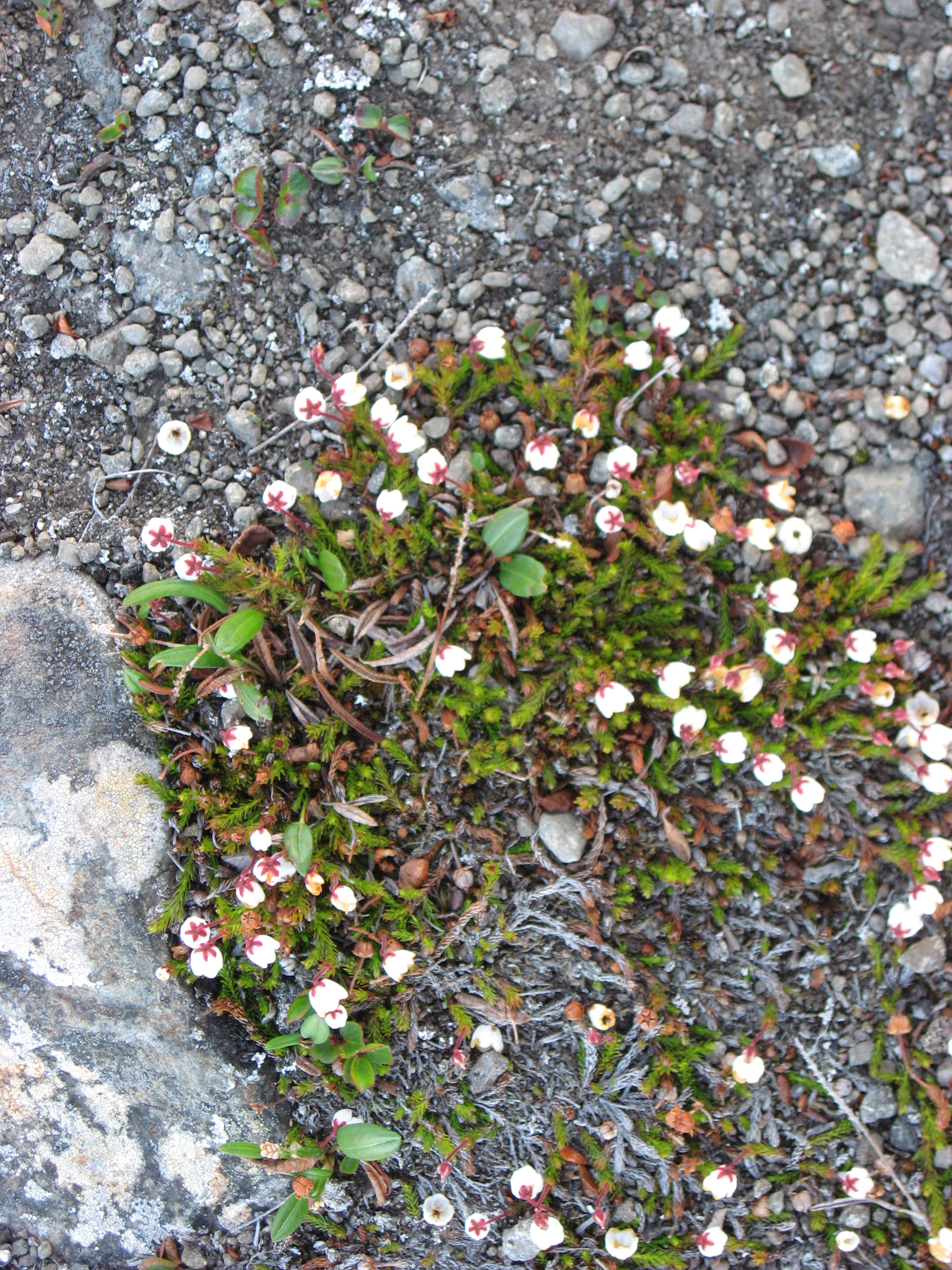
Vista de la planta en su hábitat

Es también el único miembro de la subfamilia Harrimanelloideae.

## Descripción
Los tallos forman esteras sueltas; las ramas laxas. Las hojas adpresas; lámina lineal para subulada, de 2-3 x 0,5-0,8 mm, (ciliolada), ápice agudo. Pedicelos (de color rojo oscuro), de 0,7 a 1,5 cm, 3 + veces más que las hojas en la antesis. Flores erectas; sépalos ovados, de 2 mm; corola blanca, de 4 × 3 mm. Cápsulas 2-3,5 mm de diámetro. Tiene un número de cromosomas de 2n = 32, 48.

## Hábitat
Lugares húmedos y en la tundra en las elevaciones más bajas protegidad, y en prados alpinos o subalpinos, a menudo en el suelo húmedo donde la nieve se deposita.

## Taxonomía
Harrimanella hypnoides  fue descrita por (L.) Coville y publicado en Proceedings of the Washington Academy of Sciences 3(21): 575. 1901.
Sinonimia
- Andromeda hypnoides L.	basónimo
- Cassiope hypnoides (L.) D.Don[4]